# Aussonce
Aussonce je francouzská obec v departementu Ardensko v regionu Grand Est. V roce 2012 zde žilo 195 obyvatel.

## Poloha obce
Obec leží u hranic departementu Ardensko s departementem Marne. Sousední obce jsou: Bétheniville (Marne), Heutrégiville (Marne), Juniville, Ménil-Lépinois, La Neuville-en-Tourne-à-Fuy, Pontfaverger-Moronvilliers (Marne) a Warmeriville (Marne).

## Vývoj počtu obyvatel
Počet obyvatel